# 이서준
이서준은 JTBC 기자를 역임한 대한민국의 언론인이다. 대성고등학교와 연세대학교를 졸업하였다. 2011년 중앙일보·jTBC 신입 통합채용에서 최종합격하였고, 2016년 박근혜-최순실 게이트에서 JTBC 보도를 주도하였다.